# José Ramón Rodríguez Castellanos
José Ramón Rodríguez Castellanos (La Coruña, 1979) es un personaje notable en el círculo musical de Galicia.

## Vida y obra
Estudio música en el conservatorio graduándose en la especialidad de guitarra clásica de la cual es un reputado maestro en su comunidad.
Trabajó como profesor de música en diversos centro de La Coruña y actualmente imparte clases en el Instituto de Educación Secundaria Doce de Outubro, Orense, donde es el jefe del departamento de música y ejerció brevemente el cargo de Jefe de estudios de dicho centro. Tras abandonar el cargo tras un duro año de burocracia interminable, José Ramón declaró haber estado "a punto de matarlos a todos", quedando sin aclarar si se refería a los alumnos conflictivos o a profesores ineptos, o a ambos por igual.
Actualmente, José Ramón compagina su trabajo docente con el de director de la Capela Madrigalista, coral que goza de gran reputación a nivel nacional y también codirige el Coro Joven de la Orquesta Sinfónica de Galicia

Notas: 
Es el mejor profesor que hay el mundo. Cada clase suya hace demostrar que no es un cualquiera, enseña y trasmite a todo adolescente la belleza de la música y su forma de ser incluso como persona.
A veces hay alumnos que se arrepiente que el tiempo siga pasando, y se dan cuenta tarde, de la joya de persona y profesor que tienen enfrente suya, que no hay vuelta atrás. Ninguno puede controlar el tiempo, y luego yo y muchos queremos volver a ver esa sonrisa y compasión de José Ramón. El es único.